# Stenoterommata egric
Espèce
Stenoterommata egric est une espèce d'araignées mygalomorphes de la famille des Pycnothelidae.

## Distribution
Cette espèce est endémique du Minas Gerais au Brésil,. Elle se rencontre vers Lima Duarte.

## Description
Le mâle holotype mesure 15,35 mm et la femelle paratype 25,01 mm.

## Publication originale
- Ghirotto, Guadanucci & Indicatti, 2021 : « The genus Stenoterommata Holmberg, 1881 (Araneae, Pycnothelidae) in the Cerrado and Atlantic Forest from southeastern and central Brazil: description of four new species. » Zoosystema, vol. 43, no 17, p. 311-339.